# Península de Taimir

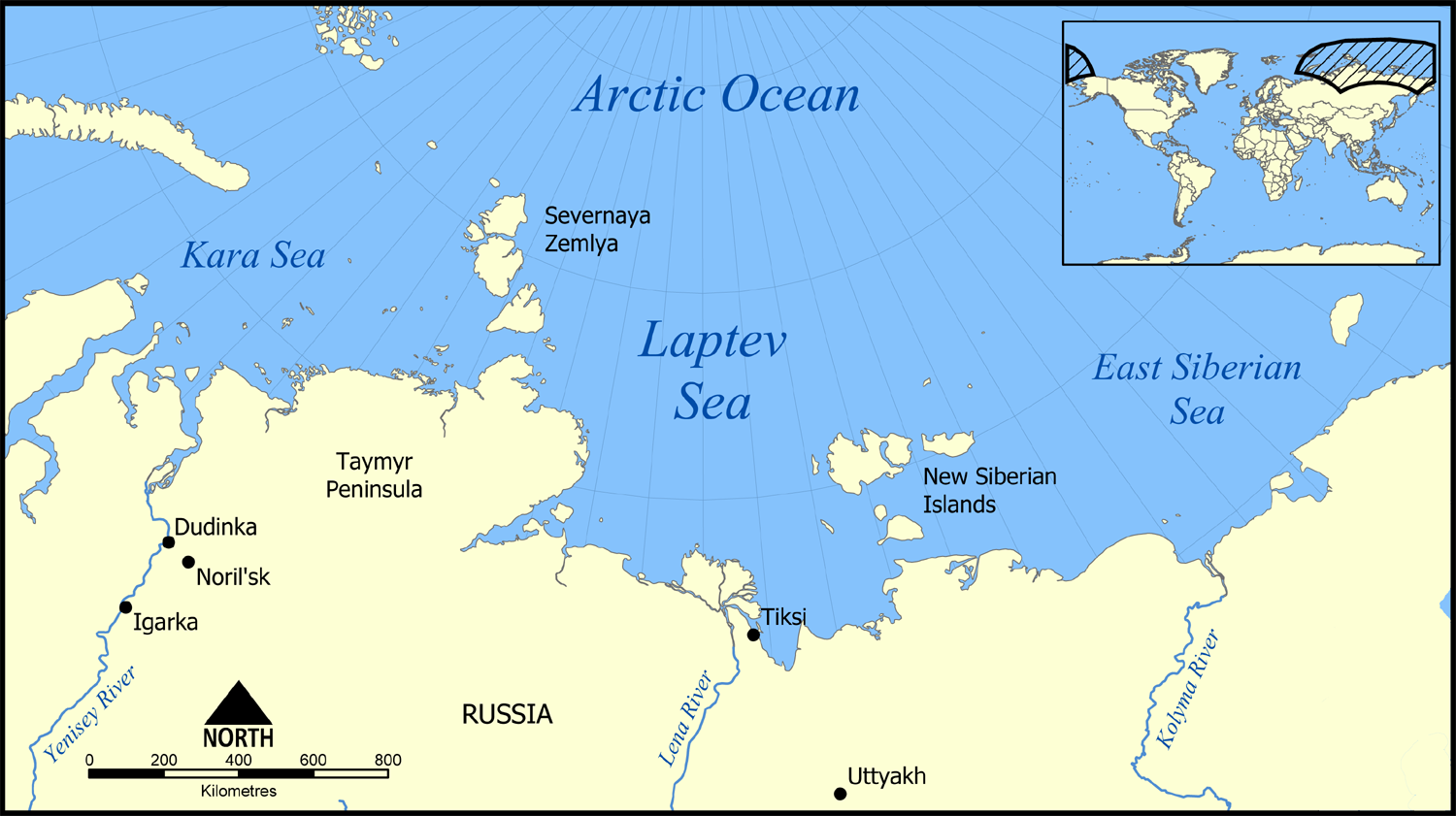
Mapa de l'Àrtida russa

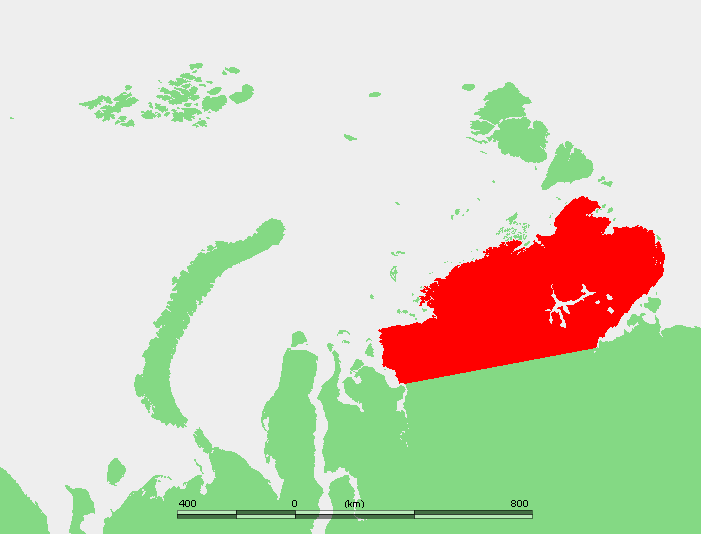
Ubicació de la península de Taimir

La península de Taimir (rus: Таймы́р) és una península de Sibèria que forma la part situada més al nord d'Àsia. Es troba entre el golf del Ienissei del mar de Kara i el golf de Khàtanga del mar de Làptev. En gran part es correspon amb el districte de Taimíria, al krai de Krasnoiarsk, de la Federació Russa.

## Geografia
La península de Taimir es troba entre el golf del Ienissei, del mar de Kara, i el golf de Khàtanga, del mar de Làptev.
Aproximadament fa uns 800 km d'amplada. El llac Taimir i les muntanyes Birranga es troben dins la península de Taimir.
El cap Txeliüskin, el punt més al nord d'Euràsia, es troba a l'extrem septentrional de la península a uns 78° N de latitud.

### Lloc Ramsar del delta del Gorbita
El delta interior del riu Gorbita es troba en la península de Taimir (73°00′N 94°55′E). El 1994, va ser declarat lloc Ramsar número 699 amb una extensió de 750 km². Abasta la vall inferior del riu Gorbita, les torberes adjacents, llacs i una part de tundra que inclou prades, Eriophorum i torberes poligonals. Aquests hàbitats alberguen poblacions d'ocells aquàtics que crien i muden aquí, en particular ánsar careto, ánsar campestre i barnacla cuellirroja. És una de les zones de cria de la península més important per a les oques. Les activitats humanes són caça de la guineu àrtica i pesca.

## Ecologia
Al nord de Sibèria, la fauna i la flora tenen solament un període de dos mesos a l'any per a garantir la seva reproducció. Cada estiu, el sol de mitjanit junta multituds d'espècies. Els rens emigren i es tracten amb milers d'óssos polars i foques. Al seu torn, ocells d'Europa, Àfrica i Àsia van a Taimir, la major concentració d'ocells salvatges del món.
Aquesta zona és una ecorregión de la ecozona paleàrtica de la World Wide Fund for Nature, la «Tundra de Sibèria Central i península de Taimyr».

### Flora
La tundra d'aquesta zona constitueix un model científic pels biòlegs gràcies a la quasi perfecta zonació latitudinal que presenta aquí la tundra, ja que el relleu és molt homogeni. A l'extrem nord peninsular hi ha una reduïda zona que està classificada com desert polar.
La part nord de Taimir es caracteritza per una absència gairebé total de líquens i una petita distribució de tundres de molsa. Els arbustos estan representats aquí pel nabiu vermell, el romaní silvestre, l'herba de perdiu. En les terres baixes de la tundra de Taimir estan cobertes de molsa, sobre el qual apareixen plantes amb flors a l'estiu, i en uns quants llocs hi ha arbustos de salzes polars. La coberta d'herba del nord de Taimir és bastant pobre, però en el sud l'herba creix abundantment. Hi ha cues de cavall, herba blava, cua de guineu, rosella polar. Les flors més valuoses en Taimir es consideren fregida. En la part sud de la península de Taimyr, també creixen arbustos de tundra, que consisteixen en bedolls nans.
La tundra forestal es troba al sud de la tundra típica. La vegetació llenyosa en Taimir arriba tan al nord com en cap altre lloc del món, gairebé fins als 73° N. (a la regió del riu Khatanga, els boscos Ary-Mas i Lukunsky). Valls fluvials de la conca del riu Khatanga al nord de 68°N. cobert d'un bosc de làrixs, piceas i bedolls. Els arbres aconsegueixen una altura de 20 o més metres amb un diàmetre de fins a un metre en la base. Ben adaptat a les condicions de la tundra forestal, el larix dahurica reemplaça al larix sibirica a l'est de les capçaleres del riu Piàssina, anant cap al nord en forma de boscos o arbres solitaris fins als 72°55'07"N, i en forma nana fins als 73°04'32"N.
Els arbres en la tundra del bosc tenen una aparença oprimida (" bosc tort "), molts arbres tenen les copes seques, molts semblen arraulir-se en el sòl.
Per sobre dels 300–350 metres sobre el nivell de la mar, domina la tundra muntanyenca. En el bosc-tundra, vastes àrees estan cobertes de líquenes, inclòs la molsa de ren, que, juntament amb els arbustos, és l'aliment principal dels rens.

## Fauna
A la península de Taimir hi visqué, fins fa 2000 anys, la darrera població natural de bou mesquer fora de les d'Amèrica del Nord.
 reintroduïda amb èxit el 1975 com també a l'illa Wrangel i altres llocs de l'Àrtic.
La població va créixer a 2.500 el 2002 i va augmentar fins a 6.500 el 2010.
Un estudi realitzat el 2021 va trobar que, basant-se en l'eDNA, els mamuts llanosos van sobreviure a la península de Taymir fins fa entre 3.900 i 4.100 anys, aproximadament simultàniament amb la població de Wrangel. La península de Taymyr, amb el seu hàbitat més sec, podria haver servit com a refugi per a l'estepa dels mamuts, donant suport als mamuts i altres mamífers de l'edat de gel generalitzada com els cavalls salvatges (Equus sp.).

## Història

Els rius de Taimir batejats per Konstantin Petrov.

Taimir va romandre deshabitada durant molt de temps degut al seu dur clima, però ja en el Paleolític tardà (fa 45.000 anys), durant l'època interglaciar, corresponent a ISI 3, la península va estar habitada per humans, com demostra el descobriment del Mamut de Sopkargin, en l'os zigomàtic del qual els científics han identificat danys produïts per la pesada llança dels caçadors primitius.
El poble Yakutia va arribar a la conca del riu Jeta en el V-IV mil·lenni abans de Crist - que eren caçadors mesolítics de rens (Tagenar VI).

### Primeres cultures ceràmiques i metal·lúrgiques
En el III mil·lenni a. C. va existir una cultura Baikit amb desenvolupament de ceràmica. Aquesta cultura era originària de Sibèria occidental, i estava associada als habitants de la zona del riu Tunguska Pedregós (un afluent del Ienisei) i el Txulim (afluent del Obi).
En el II mil·lenni abans de Crist les tribus de la cultura Ymyyakhtakh, relacionades amb els Yukagirs, van penetrar des de l'est fins a Taimir.
L'antic assentament de Ust-Polovinka es troba a 100 quilòmetres al nord de Norilsk, en la desembocadura del riu Polovinka, evidencia treballs de metal·lúrgia. El coure s'extreia directament de la superfície a 50 quilòmetres a l'oest de Ust-Polovinka. Allí es va trobar en el vessant nord de la Meseta de Kharaelakh (Pedra d'avet) el plec de Norilsk amb jaciments minerals.
Un assentament únic de diverses capes (Pyasina IV-A) prop de Ust-Polovinka ha atret l'atenció dels arqueòlegs. Durant les excavacions d'aquest jaciment es van trobar restes de la cultura Pyasina. En aquest context, es va trobar el treball de ferro més antic de l'Àrtic, que data del segle xviii abans de Crist. Aquí també es va trobar bronze a l'estany, el bronze més perfecte.
La datació per radiocarboni de la cultura metal·lúrgica de Pysin en el Taimir data del Segle IX al IV abans de Crist.
En temps històrics, els Tavgi habitaven aquí el sud-est de la península. - La tribu yukaghir més occidental, assimilada pels samoyeds i incorporada als nganasans.
Basant-se en els materials del jaciment de Taimir occidental de Duna III (segles IX-XII) Leonid Khlobystin defineix la cultura Vozhpai.
Els nganasans com a ètnia diferent dels samoyeds es van formar a Taimir en la segona meitat del segle xvii i principis del XVIII. Es componia de diversos grups tribals (samoyeds piasides, kuraki, tidiris, tavgi, etc.). A l'estiu els nganasans s'allunyaven per la península de Taimir en trineus tirats per rens, a l'hivern assentaven les famílies en els límits septentrionals de la taigà siberiana.

## Població

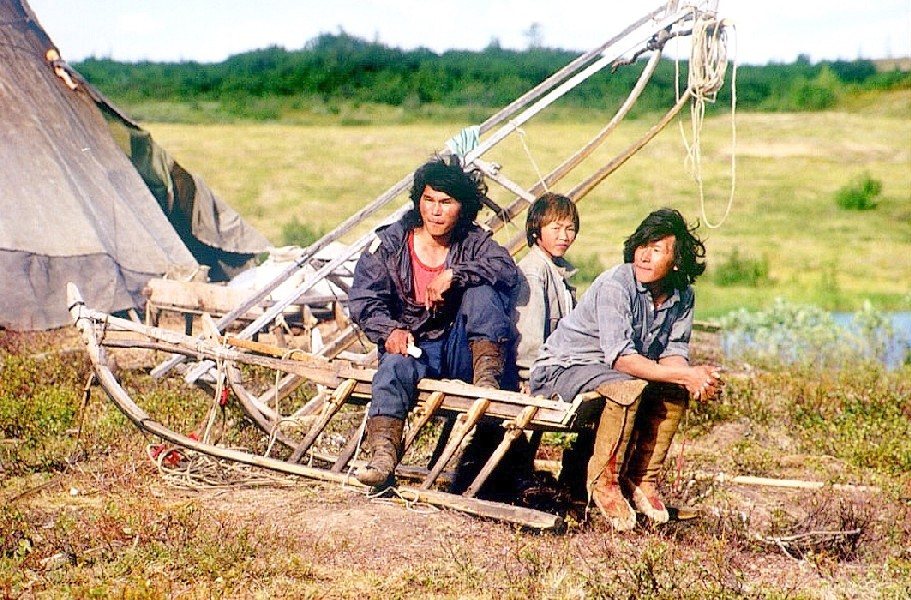
Pobles indígenes del Taimir

Actualment hi viuen unes 30.000 persones. Entre l'ètnia Nganasan encara es mantenien pràctiques xamàniques en ple segle xx.

## Economia
L'empresa MMC Norilsk Nickel hi té explotacions mineres. A la ciutat de Norilsk, que està situada al sud de la península, s'hi fan aliatges de níquel. El mineral obtingut de les mines es transporta per tren al port fluvial del riu Ienissei a Dudinka i des d'allí en vaixell a Múrmansk i altres ports.

## Clima
El clima és continental subàrtic o ja àrtic. El mar de Laptev, que es troba al nord de la península, roman glaçat entre setembre i juny de mitjana. L'estiu és fresc i breu, les temperatures de juliol varien de sud a nord entre els 12 °C i els 2 °C mentre que les temperatures de gener són més homogènies, al voltant dels −14 °C.

## Galeria

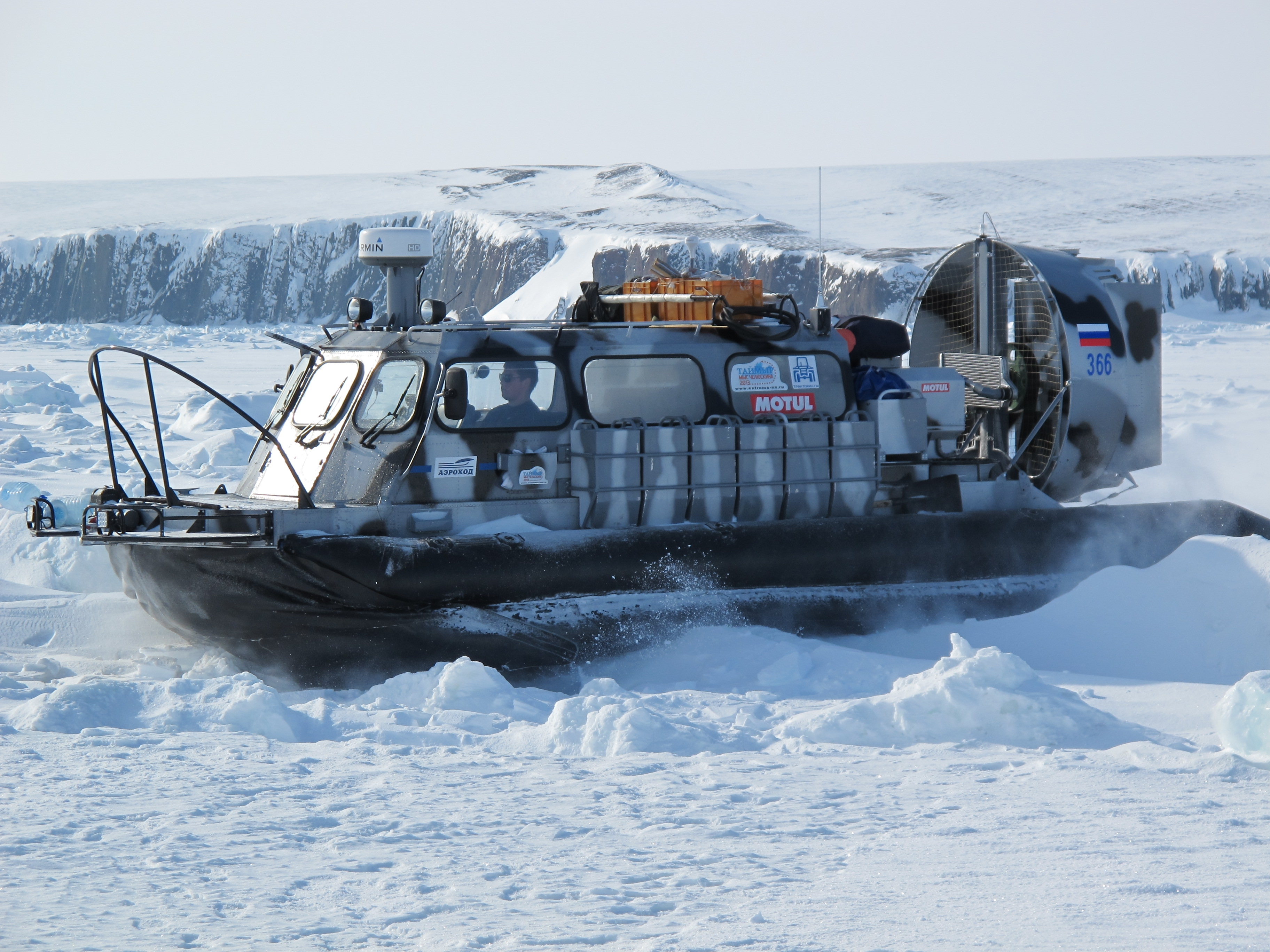
L'expedició Taimir en un aerolliscador Hivus-10
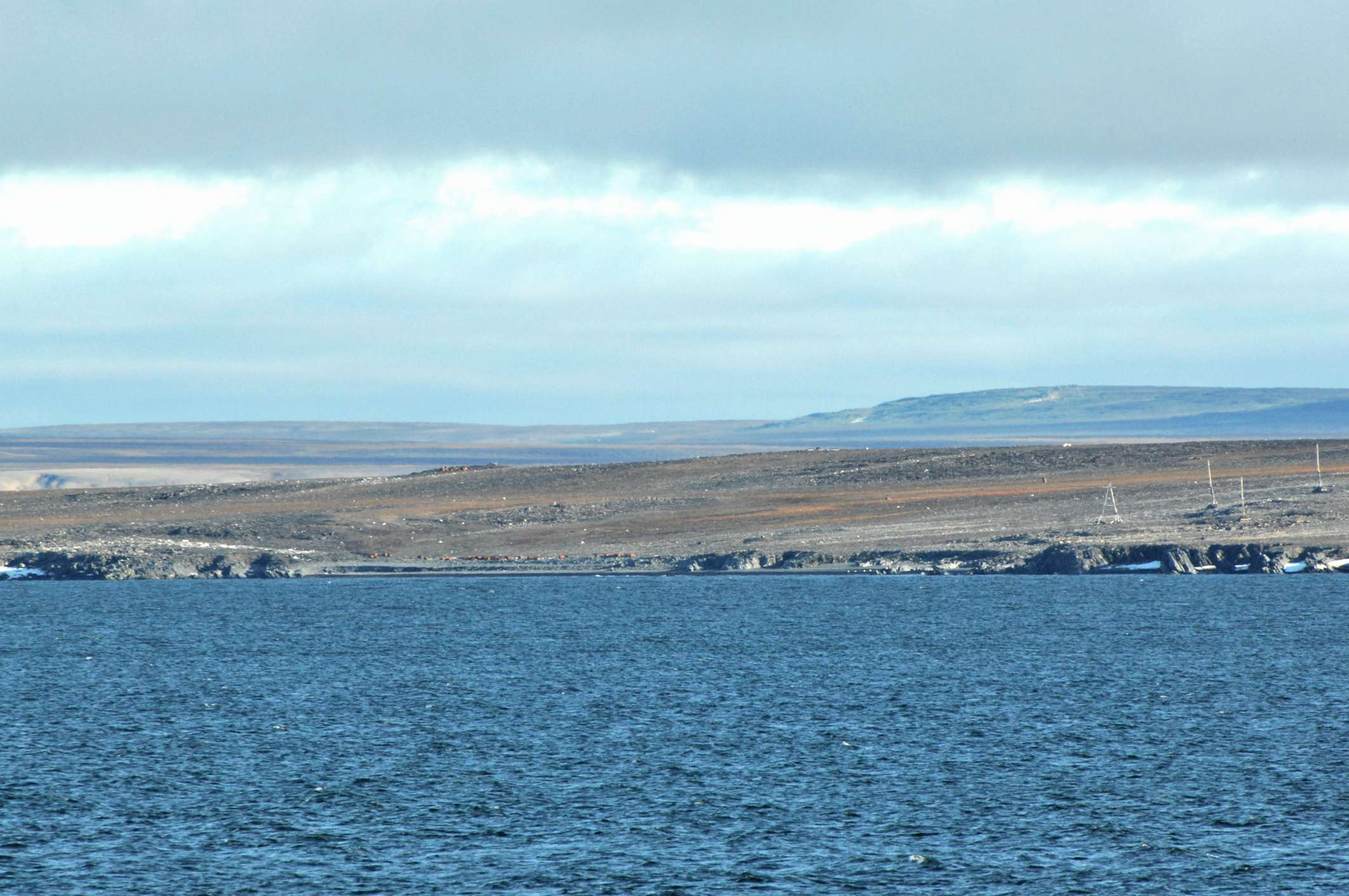
Cap Chelyuskin, punt més septentrional de Rússia i del continent afroeuroasiàtic, 77°43'22N, 104°15'13E
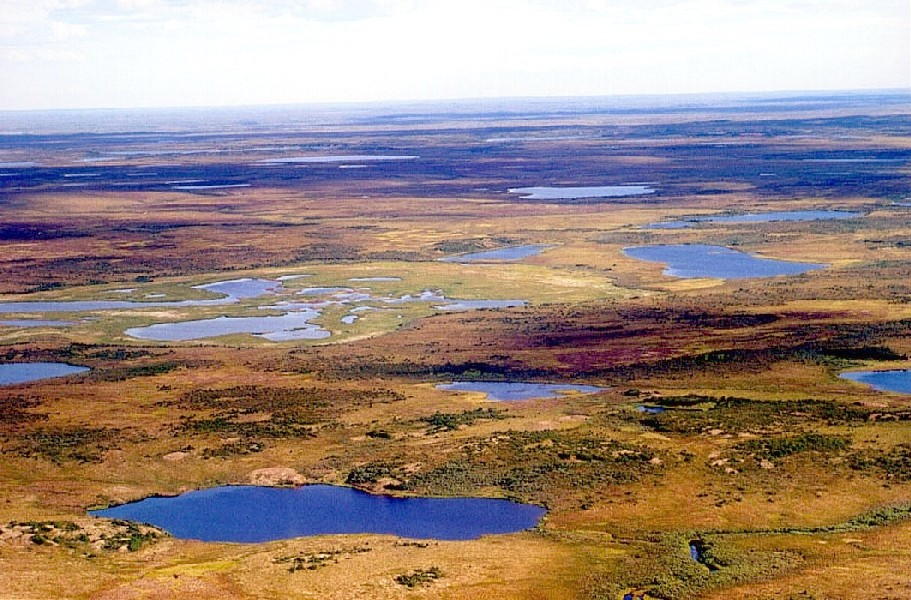
Paisatge de tundra en Taimir
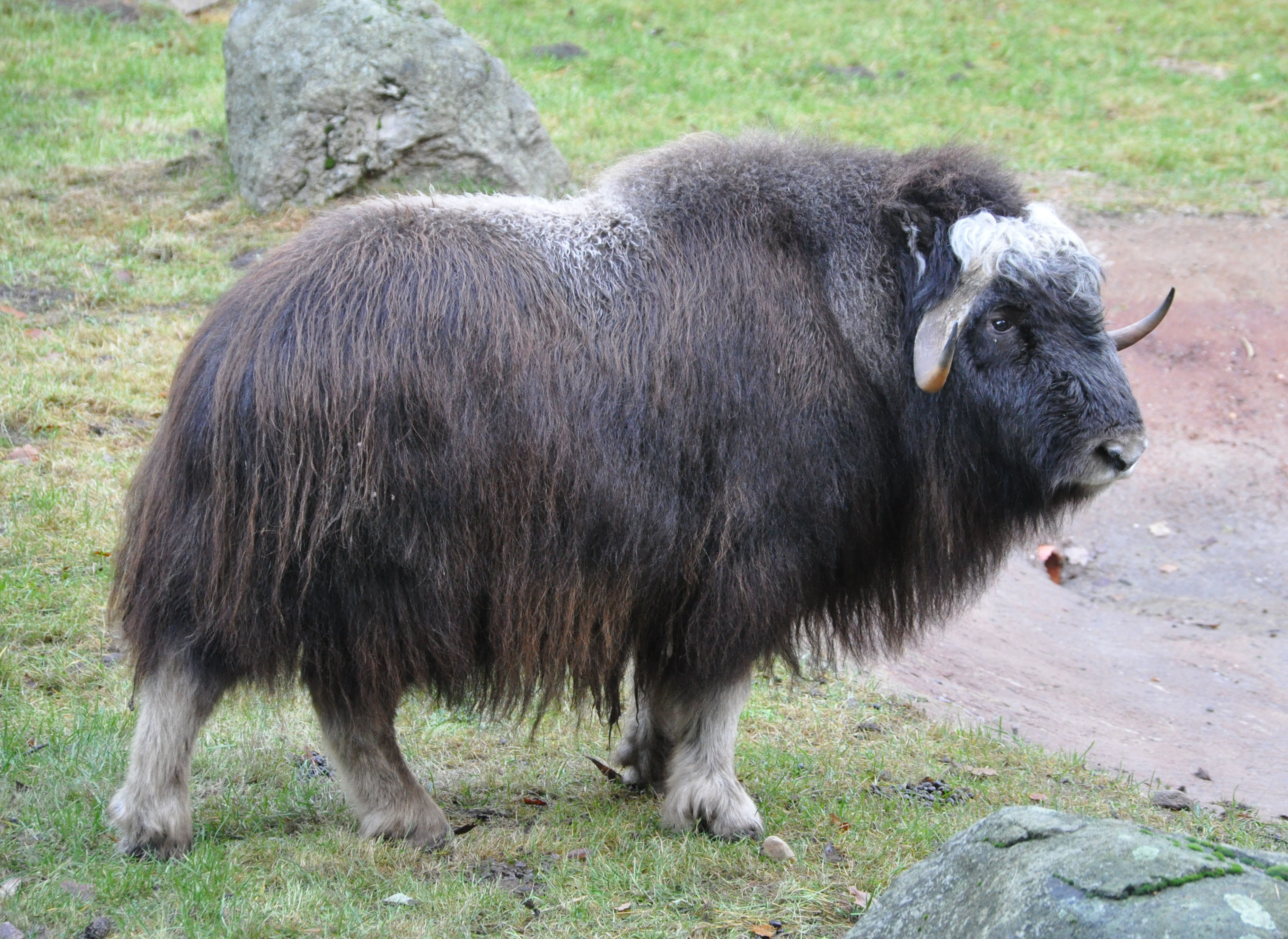
Bou mesquer, un mamífer de l'Àrtic de la família dels Bòvids, reintroduït amb èxit a la regió de la península de Taimyr el 1975.